# Lee Ho (1914–1997)
Lee Ho fue un diplomático de surcoreano.
En 1939 se graduó en el Colegio Imperial de Derecho de la Universidad de Kyushu en Japón. 
Sus exámenes del poder colonial fueron reconocidó de la administración de corea liberado.
En 1946 fue empleado de la Oficina de la Alto Fiscalía de Seúl y en 1948 de la Fiscalía Suprema. En 1949 fue designado Comisionado de la Policía del Ministerio del Interior.
Durante la guerra de Corea fue general de brigada.
En 1953 se elevó a Viceministro de Defensa. 
El 14 de abril de 1955 fue designado ministro de Justicia.
En 1960 entró al ministro del Interior del entonces Revolución del gobierno interino.
En 1967 fue Ministro del Interior de la Tercera República.
En 1971 fue desingado embajador en Tokio. 

Después del Secuestro de Kim Dae-Jung el gobierno de Park Chung-hee ofreció al gobierno de Kakuei Tanaka su reemplazo.
De 1977 a 1981 fue presidente del en:Republic of Korea National Red Cross.
De 1980 a 1981 sirvió al régimen golpista de Chun Doo-hwan, como presididente de la Asamblea Nacional de Corea del Sur.
En 1981 fue del nombrado miembro de la Comisión Consultiva Nacional.